# 가나의 경제
가나의 경제는 디지털 기술 상품의 제조 및 수출, 자동차 및 선박 건설 및 수출, 탄화수소 및 산업 광물과 같은 다양하고 풍부한 자원의 수출을 포함한 다양하고 풍부한 자원 기반을 가지고 있다. 이 때문에 가나에게는 서아프리카에서 1인당 GDP가 가장 높은 나라 중 하나가 되었다. GDP 하락으로, 2011년 가나는 세계에서 가장 빠르게 성장하는 경제가 되었다.
2012년 가나 국내 경제는 GDP의 50%를 차지하고 노동력의 28%를 고용한 서비스 중심으로 돌아섰다. 광물 및 석유와 관련된 산업화 외에도, 가나에서의 산업 발전은 기본적이며, 종종 플라스틱과 관련되어 있다. 2013년 가나 인력의 53.6%가 농업에 고용되었다.
가나는 2007년 7월 세디(₵)에서 새로운 통화인 가나 세디(GH₵)까지 화폐 재지정 훈련에 들어갔다. 1만 세디당 가나 세디 1장이 이체된다.
가나는 2019년 남아프리카 공화국을 제치고 아프리카 최대 금 생산국이며, 코코아 생산국으로는 코트디부아르에 이어 두 번째로 많다. 그것은 또한 다이아몬드, 망간광, 보크사이트, 그리고 기름이 풍부하다. 대부분의 부채는 2005년에 취소되었지만 정부 지출은 나중에 부풀어 오를 수 있도록 허용되었다. 유가의 폭락과 함께, 이것은 경제 위기로 이어졌고 정부는 2015년 4월 IMF로부터 9억 2천만 달러의 연장 신용 시설을 협상해야만 했다.

## 과세
부가가치세는 가나에서 관리되는 소비세이다. 1998년 시작된 조세 정권은 단일 요금제였으나 2007년 9월부터 다중 요금제로 접어들었다. 1998년에 세율은 10%였고 2000년에 12.5%로 개정되었다. 최고소득세와 법인세율은 25%이다. 부가가치세(VAT)에 포함된 기타 세금은 국민건강보험료와 양도소득세이다. 2013년 전체 조세부담은 가나 국내총소득의 12.1%였다. 가나의 국가 예산은 2013년 GDP의 39.8%에 해당한다. 가나는 2021년에 임대세를 시행한다.

## 수출입
2016년 가나의 최고 수출 상품은 원유(2.66만 달러), 금(2.39만 달러), 코코아 콩(2.27만 달러), 코코아 페이스트(38만 2천 달러), 코코아 버터(2억 5천 달러)였다. 2016년 가나의 주요 수출국은 스위스, 중국, 프랑스, 인도, 네덜란드였다.
2016년 가나의 최고 수입품목은 정제석유(2.18억 달러), 원유(5억4천6백만 달러), 금(4억2천8백만 달러), 쌀(3억2천8백만 달러), 포장 의약품(2억9천7백만 달러)이었다. 2016년 가나로 수입된 가치가 가장 높은 국가는 중국, 네덜란드, 미국, 나이지리아, 인도였다.

## 개인 소유의 은행 업무
가나의 금융 서비스는 지난 몇 년간 많은 개혁을 보아 왔다. 2007년 은행법(개정)은 자격을 갖춘 은행에 일반 은행 자격증을 수여하는 것을 포함하며, 이는 오직 토착 가나 연안 은행만이 가나에서 영업할 수 있도록 허용한다. 가나 토종 민간은행인 캐피털뱅크는 가나 토종 민간은행인 유니뱅크, 국립투자은행, 프루덴셜뱅크와 함께 가나에서 최초로 일반 은행 자격증을 취득했다. 따라서 가나의 비거주자 개인이나 거주자와 외국 기업 또는 가나 토종 기업들이 가나에 토착 가나 역외 은행 계좌를 개설하는 것이 가능해졌다.

### 증권거래소
가나의 증권거래소는 2012년 시가총액이 572억 GH 또는 1804억 CN으로 아프리카에서 가장 큰 증권거래소 중 하나이다. 남아프리카 공화국의 요하네스버그 증권거래소 항공이 가장 크다.

## 에너지
2012년 12월 현재 가나는 재생 에너지에서 에너지의 49.1%를 얻고 있으며, 그 중 일부를 이웃 국가에 수출하고 있다.

### 태양 에너지
가나는 태양 에너지의 6%를 태양 에너지 발전으로부터 얻는 첫 번째 국가가 되기 위해 태양 부국 전역에 태양열 발전소를 건설하는 것을 공격적으로 시작했다.

### 에너지 소비량
가나의 국가 에너지 소비량은 2009년 1인당 265 킬로와트였으며, 공격적이고 급속한 산업화와 함께 가나 국가 경제 발전에 중요한 요소 중 하나이다. 전기 부족은 덤퍼(정전)로 이어지면서 재생 에너지에 대한 관심이 높아지고 있다.

## 관광업

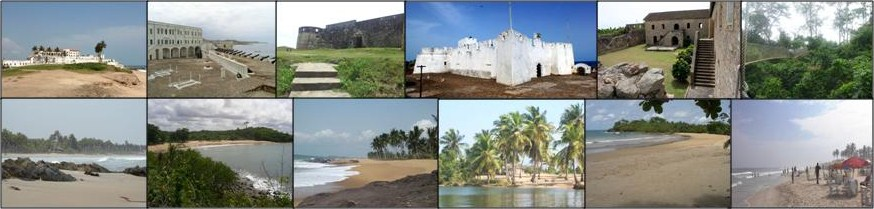
가나의 관광지

관광업은 더 많은 관광 지원과 개발에 큰 중점을 두었다. 2009년 관광산업은 국내총생산(GDP)의 4.9%를 차지하며 약 50만 명의 방문객을 유치했다. 관광지는 가나의 많은 성과 요새, 국립공원, 해변, 자연보호구역, 경관, 세계유산 건물과 유적지를 포함한다.
2011년 《포브스》는 가나를 세계에서 11번째로 우호적인 나라로 선정했다. 이 주장은 2010년 여행자들의 단면도를 조사한 것에 바탕을 두고 있다. 조사에 포함된 모든 아프리카 대륙 국가들 중에서, 가나가 가장 높은 순위에 올랐다.
가나에 입국하기 위해서는 출장 중인 특정 기업인을 제외하고 가나 정부의 허가를 받은 비자를 받아야 한다.

## 농업
2013년에 농업은 가나 전체 노동인구의 53.6%를 고용했다. 농업은 국내총생산의 작은 부분을 차지한다. 주요 수확 작물은 옥수수, 플랜틴, 쌀, 기장, 수수, 카사바, 그리고 얌이다. 축산, 임업, 어업 부문과 달리, 작물 부문은 가나 농업 산업의 핵심이다.

## 경제 투명성

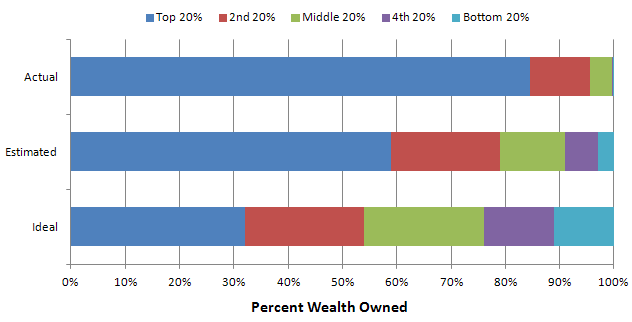
2013년 가나 사회에서의 재산 분배이다. 재산의 과반수는 인구의 20%가 소유하고 있다.

가나의 사법 시스템은 부패, 경제적 배임, 그리고 경제적 투명성의 결여를 다룬다. 상당한 경제 발전에도 불구하고 장애물은 여전히 남아 있다. 특정 기관들은 개혁이 필요하고, 재산권은 개선이 필요하다. 가나의 전반적인 투자 체제는 시장 투명성이 부족하다. 가나의 급속한 경제 성장이 유지되려면 이러한 문제들을 다루는 것이 필요할 것이다.

## 같이 보기
- 유엔 아프리카 경제 위원회
- 나라별 금 생산량 목록